# Azat (Gegharkunik)
Pour les articles homonymes, voir Azat (homonymie).

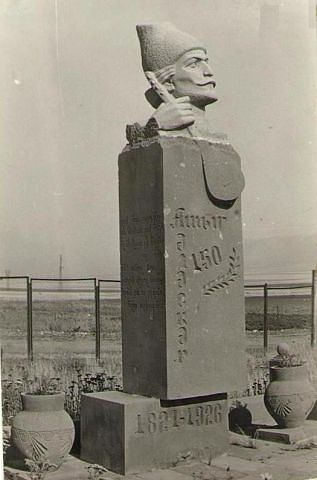

Azat (en arménien Ազատ ; jusqu'en 1935 Aghkilisa) est une communauté rurale du marz de Gegharkunik, en Arménie. Elle compte 173 habitants en 2008.